# Parepedanulus sarasinorum
Parepedanulus sarasinorum is een hooiwagen uit de familie Epedanidae.